# 汾湖蟹
汾湖蟹是一种产于嘉善县境内汾湖和附近水域的螃蟹。它的特点是蟹大螯小，色分红绿，蟹中独异。红者长细毛，绿者较光洁；其鳃均为紫色，故又名“紫须蟹”。